# Allan Rune Pettersson
Allan Rune Pettersson, född 9 mars 1936 i Stockholm, död 15 augusti 2018 i Nacka församling, var en svensk radio- och TV-producent och författare av barnböcker. Han var producent vid barnavdelningen på Sveriges Radio 1960–1963 och arbetade därefter som frilans.